# Plouaret
Plouaret (bretonsko Plouared) je naselje in občina v francoskem departmaju Côtes-d'Armor regije Bretanje. Leta 2006 je naselje imelo 2.206 prebivalcev.

## Geografija
Kraj leži v bretonski pokrajini Trégor ob Lannionskem zalivu, 15 km južno od Lanniona.

## Uprava
Plouaret je sedež istoimenskega kantona, v katerega so poleg njegove vključene še občine Lanvellec, Ploumilliau, Plouzélambre, Plufur, Saint-Michel-en-Grève, Trédrez-Locquémeau, Tréduder in Trémel s 9.065 prebivalci.
Kanton Plouaret je sestavni del okrožja Lannion.

## Zanimivosti
- Notredamska cerkev iz začetka 16. stoletja,
- vodnjak sv. Janeza Krstnika iz 18. stoletja,
- kapela sv. Barbe s kalvarijo iz 16. stoletja,
- anguiped, kip bajeslovnega bitja konja s telesom sirene, na kateri jaha človek.